# Ален Безансон
Ален Безансон (фр. Alain Besançon; 25 квітня 1932, Париж — 8 липня 2023) — французький історик, професор Вищої школи соціальних наук, дослідник в Інституті соціальної історії, учасник Нової атлантичної ініціативи.

## Життєпис
Ален Безансон народився у Парижі, в сім'ї професора Луї-Жустена Безансона і Мадлен Делаґранж, дочки засновника фармацевтичної компанії «Delagrange».
За життя Сталіна був прибічником комунізму, 19-річним вступив до Французької компартії, однак за п'ять років вийшов з її лав. Згодом став критично аналізувати як комунізм, так і тоталітаризм взагалі.
Безансон є автором понад двох десятків книжок (включно з першим романом «Еміль і брехуни», 2008 р.) та багатьох статей і передмов на теми історії Росії, СРСР та України, тоталітаризму, історії християнства. Його дослідження надруковано у французьких, американських, англійських, італійських, польських, українських та інших журналах.

## Праці
- Le Tsarévitch immolé, 1967.
  - Убиенный царевич. — М.: вид.-во: МИК, 1999. ISBN 5879020142 (рос. переклад)
- Histoire et expérience du moi, 1971.
- Entretiens sur le Grand Siècle russe et ses prolongements (en collaboration), 1971.
- Éducation et société en Russie, 1974.
- L'Histoire psychanalytique, une anthologie, 1974.
- Être russe au XIXe siècle, 1974.
- Court traité de soviétologie à l'usage des autorités civiles, militaires et religieuses, 1976 (préface de Raymond Aron).
- Les Origines intellectuelles du léninisme, 1977.
  - Интеллектуальные истоки ленинизма. — М.: вид. МИК, 1998. — 304 с. ISBN 5879020290
- La Confusion des langues, 1978.
- Présent soviétique et passé russe, Livre de poche, Paris, 1980 (réédité : Hachette, Paris, 1986).
  - Советское настоящее и русское прошлое. (рос. переклад)
- Anatomie d'un spectre: l'économie politique du socialisme réel, Calmann-Lévy, Paris, 1981.
- Courrier Paris-Stanford (en collaboration), 1984.
- La Falsification du bien, Soloviev et Orwell, 1985.
  - Извращение добра. Соловьев и Оруэлл. — М.: МИК, 2002. 165 с.
- Une génération, Julliard, 1987.
- Vendredis, 1989.
- L'Image interdite, une histoire intellectuelle de l'iconoclasme, 1994.
  - Запретный образ. — М.: МИК, 1999. 424 с. ISBN 5-87902-040-1
- Trois tentations dans l'Église, 1996.
- Aux sources de l'iconoclasme moderne, 1998.
- Le Malheur du siècle: sur le communisme, le nazisme et l'unicité de la Shoah, Fayard, 1998, 166 p.
  - Лихо століття. Про комунізм, нацизм та унікальність голокосту. — Київ, вид.-во ПУЛЬСАРИ, 2007.  — 136 с. ISBN 9789668767876 (серія); ISBN 9789668767883 (укр. переклад Тараса Марусика)[8]
- Émile et les menteurs, 2008
- Cinq Personnages en quête d'amour. Amour et religion, 2010

## Публікації українською
- Ален Безансон. Кордони Европи на сході та російське питання [Архівовано 1 липня 2015 у Wayback Machine.]
- Непобічні ефекти комунізму. «Критика» 2005/10 (96)
- Ретроспектива безпам'ятства. «Критика» 2003/12 (74)
- Амністія й амнезія. «Критика» 2000/5 (31)